# فيرنون كرومبتون وودورد
فيرنون كرومبتون وودورد هو طيار مقاتل كندي، ولد في 22 ديسمبر 1916 في فيكتوريا في كندا، وتوفي بنفس المكان في 26 مايو 2000.